# Xyridacma ustaria
Xyridacma ustaria là một loài bướm đêm thuộc họ Geometridae. Nó là loài bản địa của New Zealand.